# Little Zizou
Little Zizou to bollywoodzki dramat z 2009 roku, debiut reżyserski Sooni Taraporevala, scenarzystki nagradzanych filmów Miry Nair – Salaam Bombay! i Imiennik. Akcja filmu rozgrywa się w mumbajskim środowisku Parsów. Oczyma osieroconego przez matkę chłopca oglądamy konflikt między liberalnym redaktorem gazety Parsów (Boman Irani), a fundamentalistą, protestującym przeciwko mieszanym małżeństwom i głoszącym czystość rasową i kastową. To film stworzony przez Parsów o Parsach.

## Fabuła
Xerxes Kodaji (Jahan Batiwala) to dziesięcioletni chłopiec z mumbajskiej rodziny Parsów. Uwielbia francuskiego gracza Zizou, ale godziny zapatrzenia w mecze na monitorze nie zastąpią  mu miłości rodziców. Rozmawia ze zdjęciem nieżyjącej matki prosząc ją o różne rzeczy. Ojciec Cyrus  Kodaji (Sohrab Ardeshir) jest kimś mu obcym. Wrogiem i małego Zizou i jego starszego brata Arta (Inaad Shah). Wśród okolicznych Parsów pełni on rolę leczącego ich szarlatana, fałszywego guru nawołującego do czystości rasowej i tworzenia Organizacji Wyzwolenia Parsów. Wzbudzając strach przed inwazją... Rosjan. Pełen nienawiści do nie zwracającego na synów uwagi ojca, okulawiony w wypadku Art wyżywa się w rysowaniu komiksów i tworzeniu z przyjaciółmi symulatora lotu samolotem. Beznadziejnie zakochany w córce sąsiadów Zenobii. To właśnie u jej matki (Xebobia Shroff) mały Xerxes szuka miłości macierzyńskiej. Budząc tym zazdrość jej córki 8-letniej Liany. Ojciec Liany, Boman Presswala (Boman Irani), wydawca cieszącej się wśród Parsów od ponad stu lat gazety, ryzykuje organizując protest przeciwko akcjom faszyzującego Cyrusa Kodaji. W odwecie zamykają mu wydawnictwo. Jemu samemu grozi bankructwo. Im  bardziej beznadziejna staje się sytuacja w dzielnicy Parsów, tym żarliwiej mały Zizou błaga matkę o pomoc z zaświatów.

## Obsada
| Aktor                 | Rola                             |
| --------------------- | -------------------------------- |
| Boman Irani           | Boman Pressvala                  |
| Jahan Battivala       | Xerxes Khodaiji                  |
| Iyanah Battivala      | Liana Pressvala                  |
| Sohrab Ardeshir       | Cyrus II Khodaiji                |
| Imaad Shah            | Artaxerxes Khodaiji              |
| Shernaz Patel         | panna Patel                      |
| Zenobia Shroff        | Roxanne Pressvala                |
| Mahabanoo Mody-Kotwal | babcia Liany i Roxanne Presswala |
| Kunal Vijaykar        | Kunal                            |
| Tknow Francorsi       | Tito Fellini                     |
| Kurush Deboo          | Kurush                           |
| Kamal Sidhu           | Alka Mehta                       |
| Dilshad Patel         | Zenobia Pressvala                |
| John Abraham          | Arjun (gościnnie)                |